# InfoJobs

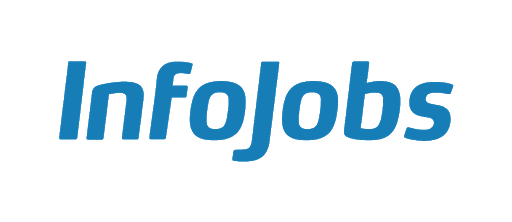
Logo do InfoJobs

InfoJobs é uma plataforma de classificados para vagas de emprego, em que as pessoas usam para recrutar novos colaboradores ou buscar uma oportunidade no mercado de trabalho. Ela é considerada a primeira rede privada de carreiras na Europa e um dos sites mais populares da Internet. Desde a sua fundação em 1998, a empresa melhorou a experiência dos seus utilizadores com novas funcionalidades e serviços e aumentou a sua comunidade global através da expansão internacional estratégica. A InfoJobs baseia seu sucesso contínuo no princípio de ajudar profissionais e empresas a se encontrarem.